# Tarragona
Tarragona [tərəˈɣonə] ist die Hauptstadt der gleichnamigen Provinz im Süden der spanischen autonomen Region Katalonien.

## Geschichte
Zur römischen Geschichte Tarragonas siehe Hauptartikel: Tarraco
218 v. Chr. eroberten die Römer die iberische Stadt und machten sie unter dem Namen Tarraco zur Hauptstadt der Provinz Hispania citerior, später Tarraconensis. 27 v. Chr. errichteten sie einen Tempel zu Ehren des Augustus und Jupiters.
In Tarragona gibt es viele römische Monumente: das Amphitheater, den Circus, das Forum Romanum, das Grabmonument Torre dels Escipions, den Triumphbogen Arc de Berà, das Mausoleum von Centcelles und die Aquäduktbrücke Aqüeducte de les Ferreres (auch Pont del Diable genannt). Im Jahre 2000 wurde das archäologische Ensemble von Tarraco zum UNESCO-Welterbe erklärt. Bei aktuellen Bauarbeiten werden immer wieder Reste alter römischer Bauten entdeckt. Auf Bitten der Archäologen werden daraufhin die Bauarbeiten oft zum Verdruss der Bauherren unterbrochen.
Der Passeig Arqueològic (Archäologische Promenade) zieht sich entlang der Stadtmauer hin, die den römischen Geschichtsschreibern Livius und Plinius zufolge auf die Scipionen im 3. Jahrhundert v. Chr. zurückgeht, anderen Ansichten nach wegen der zyklopischen Steinblöcke von mehreren Tonnen, die ohne Fugen zusammengefügt wurden, jedoch älter sein dürfte. Im Museu Arqueològic werden römische Exponate ausgestellt, zu denen auch sehenswerte Mosaike, insbesondere ein Medusenhaupt gehört. Neben dem Museum befindet sich das römische Prätorium aus dem 1. Jahrhundert v. Chr., das hier eine quadratische Form hatte und im Mittelalter heftigen Veränderungen unterworfen war. Das Amphitheater liegt unmittelbar an der Küste und war Schauplatz des Märtyrertods des Bischofs Fructuosus und der Diakone Augurius und Eulogius während der valerianischen Christenverfolgung. In der Spätantike war Tarragona bedeutender Bischofssitz.
Im Jahre 476, nach dem Fall Roms und dem Untergang des weströmischen Reiches, wurde Tarragona von den Westgoten unter ihrem König Eurich eher besetzt als erobert. Die Westgoten übernahmen die städtischen Strukturen und stellten eine dünne Oberschicht. Das Ende der aus der Antike überkommenen Verhältnisse kam mit der Ankunft der Mauren; um 716 eroberte al-Hurr die Stadt. Die Stadt lag danach in Ruinen und war bis zur Reconquista im 12. Jahrhundert weitgehend unbesiedelt.
1118 eroberte Raimund Berengar III. Tarragona, nachdem er seinen Machtbereich schon bis vor die Tore der verlassenen Stadt ausgedehnt hatte, und baute sie als Hauptsitz der Kirche in Katalonien wieder auf (zuvor waren die Katalanen kirchlich abhängig vom Erzbistum Narbonne). Dabei wurde die noch erhaltene römische Stadtmauer wieder instand gesetzt.
Während der Napoleonischen Kriege auf der Iberischen Halbinsel wurde Tarragona vom 3. Mai bis zum 28. Juni 1811 belagert und schließlich erstürmt (Belagerung von Tarragona).

## Stadtwappen
Tarragona besitzt weder ein offizielles Wappen noch eine offizielle Fahne. Dennoch gibt es Varianten, die von der Stadtverwaltung geduldet werden, und Vorschläge der Katalanischen Gesellschaft für Genealogie und Heraldik.

Wappen der Stadt Tarragona (nicht anerkannt durch die Generalitat de Catalunya)
Vorschlag der Katalanischen Gesellschaft für Genealogie und Heraldik für ein offizielles Wappen der Stadt Tarragona
Fahne der Stadt Tarragona (nicht anerkannt durch die Generalitat de Catalunya)

## Wirtschaft

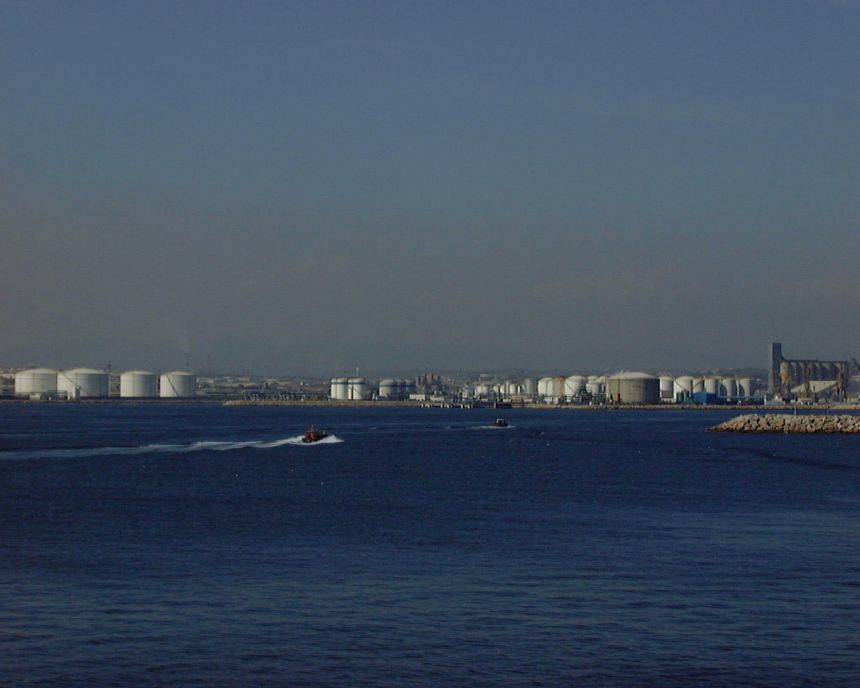
Der Ölhafen von Tarragona

Tarragona hat einen Hafen, der von der Umschlagsmenge her zu den wichtigsten Häfen des Mittelmeeres gehört. Die Betreibergesellschaft des Hafens hat deswegen einen großen politischen Einfluss im Stadtparlament.
Im Südwesten der Stadt reihen sich verschiedene Industriewerke der Petrochemie aneinander. BASF, Dow Chemical, Repsol YPF und andere Konzerne haben dort ihre Raffinerien und andere Niederlassungen. Covestro betreibt eine Fabrik zur Herstellung von Diphenylmethandiisocyanaten.
Rund um Tarragona finden sich unter anderem Haselnussplantagen und Weinanbau (siehe auch Weinbau in Spanien). Qualitativ hervorragenden Wein liefert das nordwestlich Tarragona gelegene Priorat.

## Gesellschaft

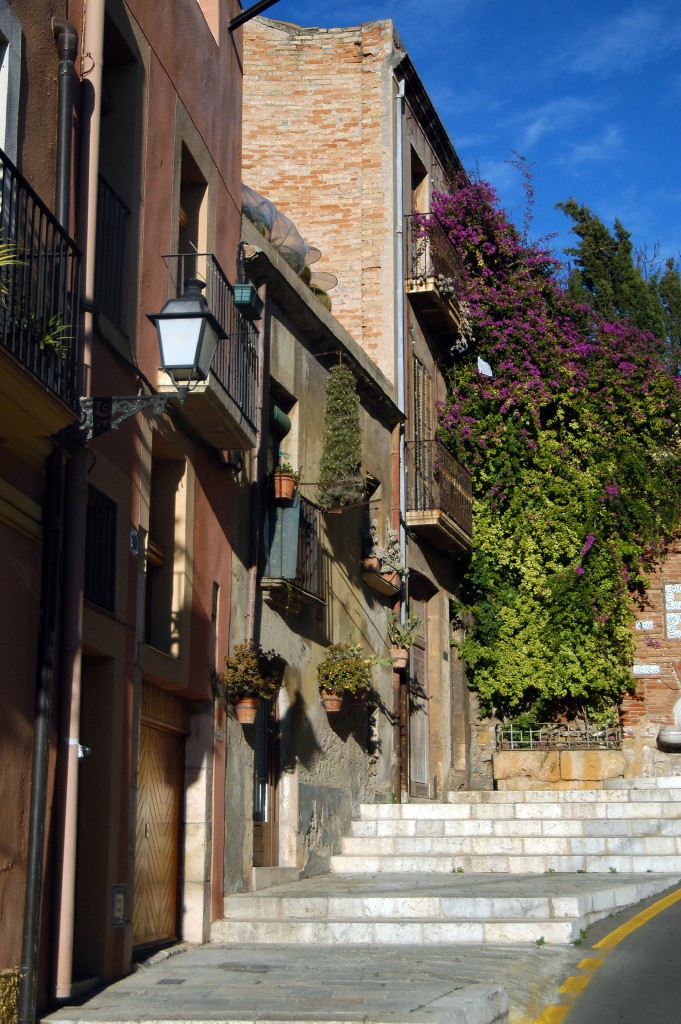
Gässchen in der Altstadt Tarragonas

Die Universität Rovira i Virgili ist nach ihrer Abspaltung von der Universität Barcelona im Jahre 1991 eine eigenständige Universität mit Fakultäten in Tarragona, Reus und Vila-seca.
Eine gewisse Rivalität besteht zwischen den Einwohnern der Stadt Tarragona und den benachbarten Städten Reus und El Vendrell.
Die Hauptstraße La Rambla Nova führt direkt Richtung Meer, endet jedoch oberhalb einer ca. 30 Meter hohen natürlichen Steilwand. Ein kunstvoll gestaltetes Geländer bewahrt den Spaziergänger vor dem versehentlichen Absturz. Das Handauflegen auf einen der metallenen Geländerpfosten soll Glück bringen. Die Tarragonesen sagen auf Katalanisch Tocar ferro porta sort! („Eisen berühren bringt Glück“).
Im Nordosten der Stadt gibt es neben dem Platja Rabassada, dem Platja Savinosa und dem großen Platja Llarga weitere Strandbuchten im Landschaftsschutzgebiet Tamarit-Punta de la Móra wie etwa Cala Fonda und Platja Roca Plana, die nur zu Fuß erreichbar und bei FKK-Anhängern beliebt sind. Das Landschaftsschutzgebiet umfasst zurzeit rund 100 ha Land und etwa 300 ha Meeresfläche. Frequentierter, weil über eine Straße erreichbar, ist der Platja La Móra an der gleichnamigen Urbanisation.  
Zu Karneval findet ein Umzug statt. Die Tänzer auf den Wagen und auf der Straße sind verkleidet, ähnlich wie in Rio de Janeiro. Die Zuschauer sind nicht verkleidet, genießen wohl aber die Zurschaustellung der meist leicht bekleideten jungen Tänzerinnen und Tänzer.
In der Karwoche (Semana Santa) gibt es religiöse Prozessionen, die durch die Straßen der Stadt ziehen. Schutzheiliger der Stadt ist Fructuosus (21. Januar).
In der ersten Juli-Woche jeden Jahres findet in Tarragona ein internationaler Feuerwerkswettbewerb statt, der jeden Abend von Mittwoch bis Samstag um 22:30 Uhr mehrere zehntausend Zuschauer anlockt.
Außerdem findet jedes Jahr Ende September in Tarragona das Stadtfest der Heiligen Tecla (Festes de Santa Tecla de Tarragona auf Katalanisch) statt. Im Zentrum stehen hierbei Kulturveranstaltungen, insbesondere der katalanischen Kultur, so etwa Castells, Konzerte, Feuerwerke oder Kostümumzüge.

## Religion
Tarragona ist die Heimat des katholischen Heiligen Mercedariers Petrus Armengol.
Hier erlitt auch der König Hermenegild den Märtyrertod.

## Sehenswürdigkeiten

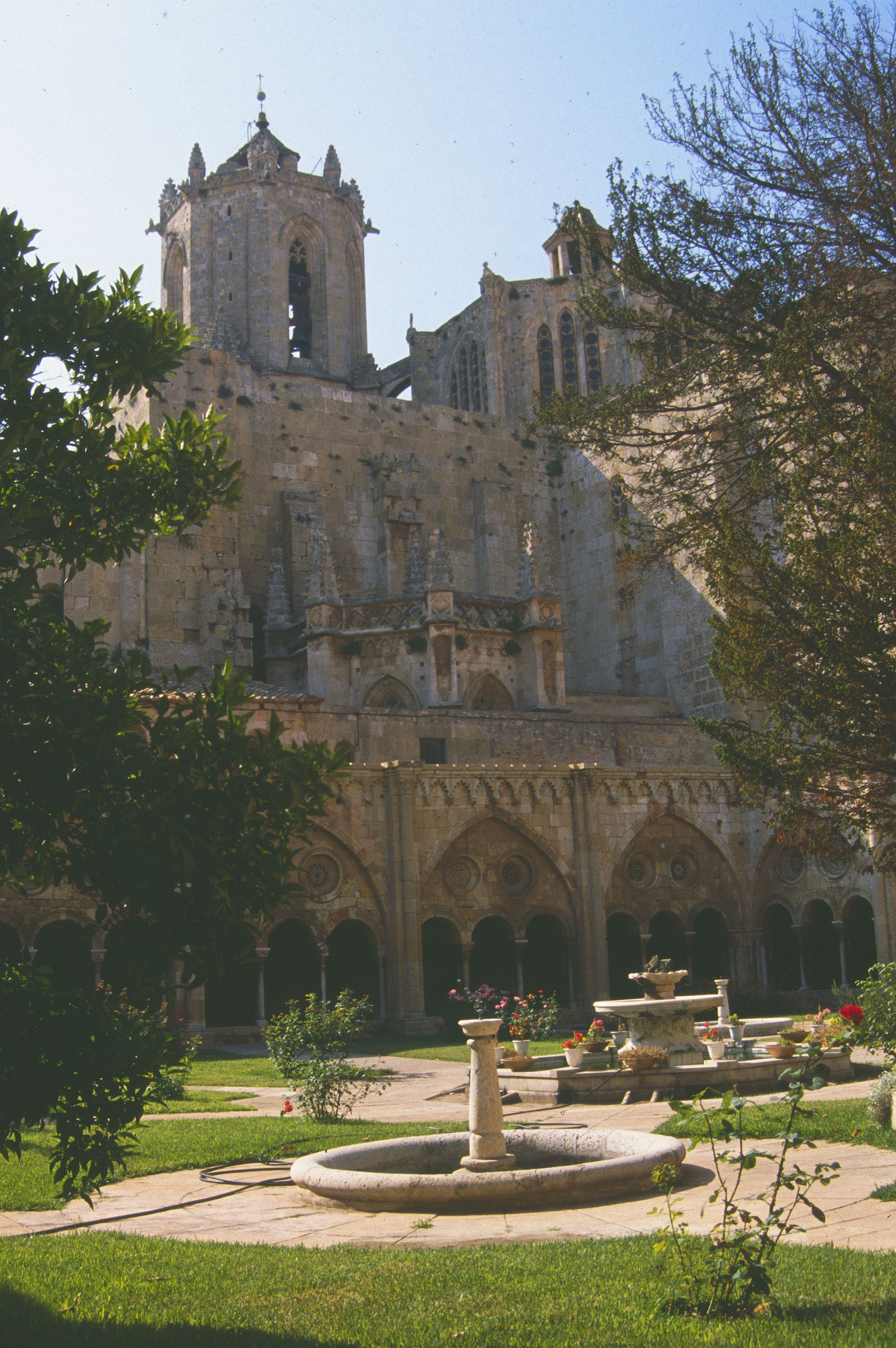
Kathedrale: Kreuzgang

### Kathedrale

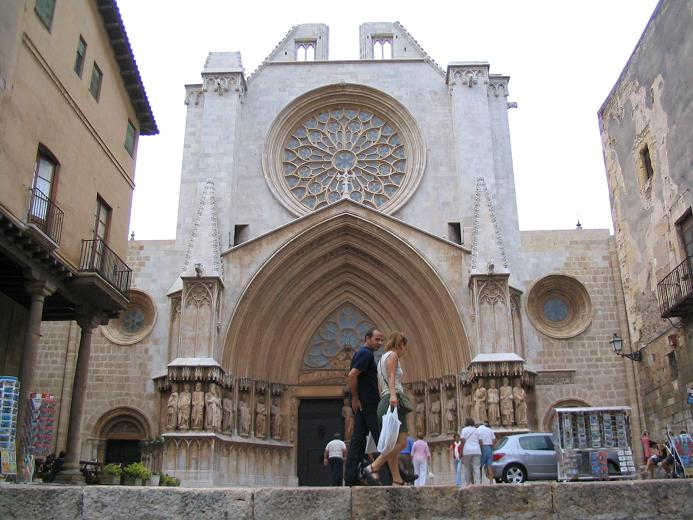
Kathedrale von Tarragona

Neben einer alten Kirche aus dem Jahre 392 wurde 1171 mit dem Bau der Kathedrale de Santa Maria aufgrund eines Legats des Erzbischofs Hugo von Cervelló begonnen. Die Bautätigkeiten zogen sich jedoch bis 1331 hin. Deshalb ist die Kathedrale im Übergangsstil von der Romanik zur Gotik erbaut. Der Grundriss ist ein griechisches Kreuz. Die Kirche ist dreischiffig mit Querschiff und weist vier (der ursprünglich fünf geplanten) Apsiden auf. Im Querschiff erhebt sich über der romanischen Basis eine Kuppel mit rein gotischen Fenstern. Die beiden Nebentore der Fassade sind romanisch, das Hauptportal, 1475 fertiggestellt, ist gotisch mit reichem Skulpturenschmuck und einer mächtigen Rosette über dem Portal.
In der Hauptapsis befindet sich das mit schönen Skulpturen geschmückte Grabmal von Don Juan de Aragón, Sohn von Jaime II., der in seinen letzten fünf Lebensjahren Bischof von Tarragona war. Im Hauptaltar steht auf dem romanischen Altartisch ein bedeutendes Retabel des 15. Jahrhunderts. Es zeigt den thronenden Gottvater im Mittelfeld und Szenen aus dem Leben der Heiligen Thekla.
Besonders sehenswert ist das Portal zum Kreuzgang aus weißem Marmor des 13. Jahrhunderts. Im Tympanon sind der Weltenherrscher und die vier Evangelistensymbole dargestellt. An allen Kapitellen finden sich biblische Szenen.

### Moll de Costa

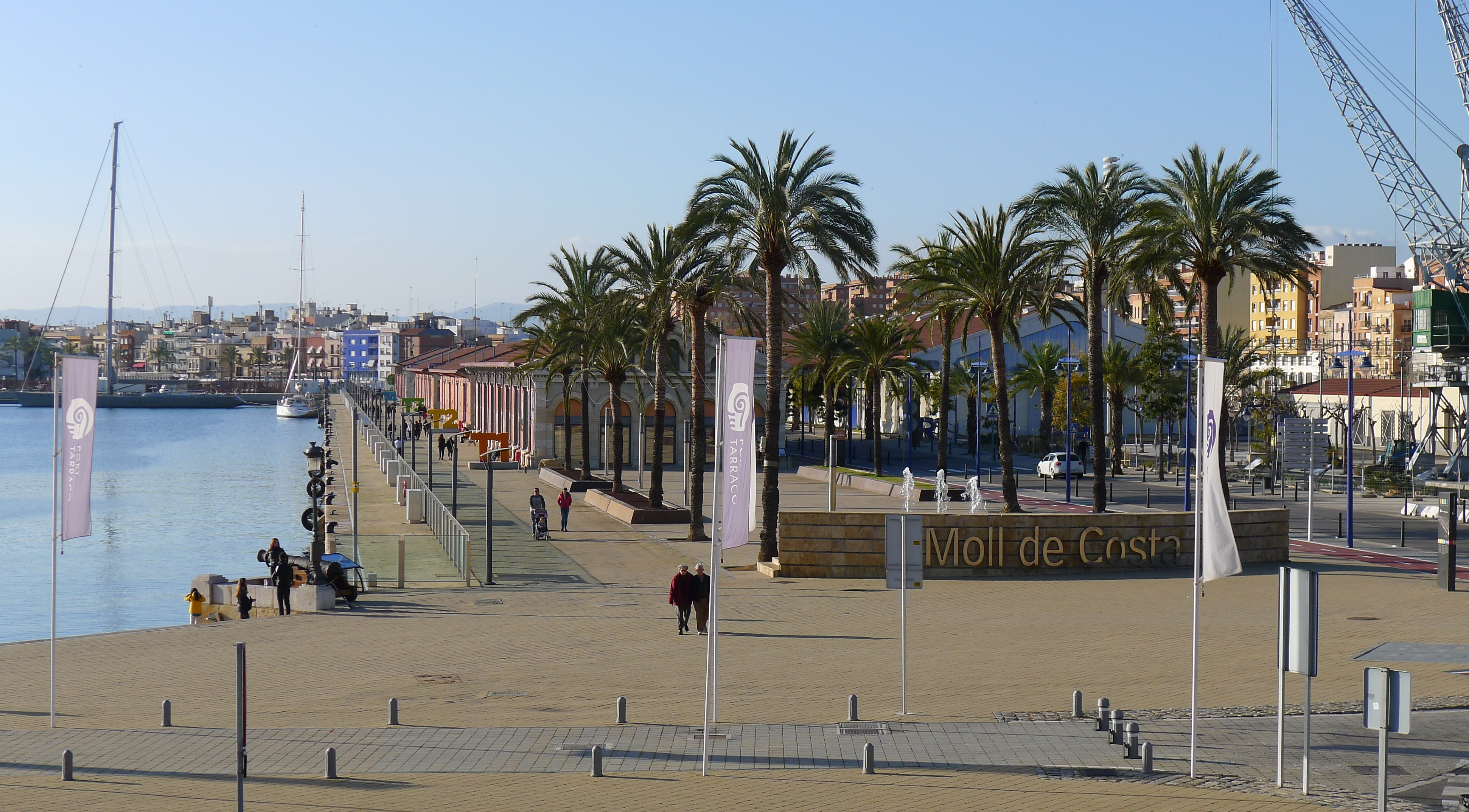
Moll de Costa am nördlichen Kai des alten Hafenbeckens, mit vier historischen Lagerhäusern

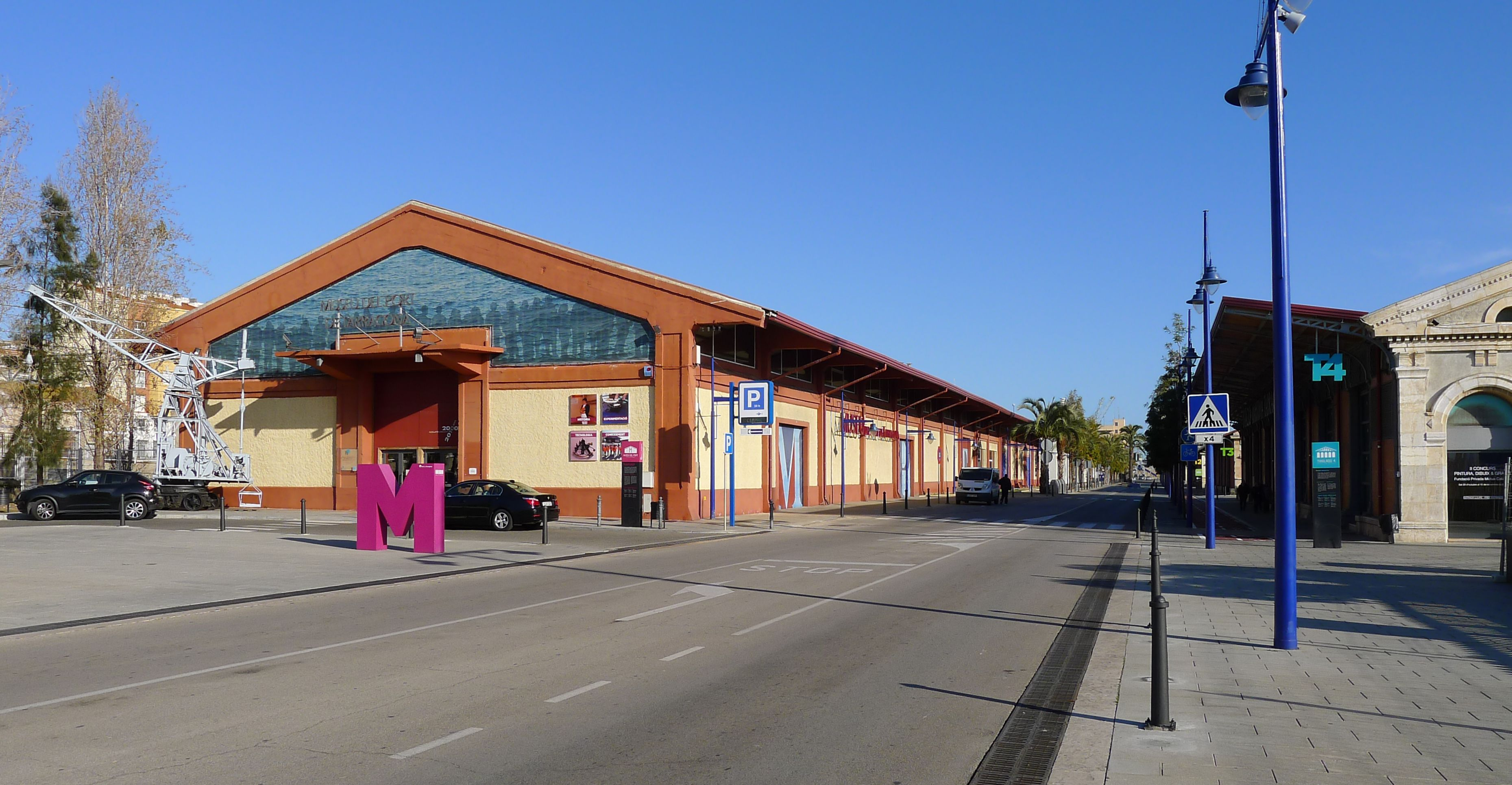
Hafenmuseum (Museu del Port de Tarragona), in einem ehemaligen Lagerhaus (refugi) aus den 30er Jahren

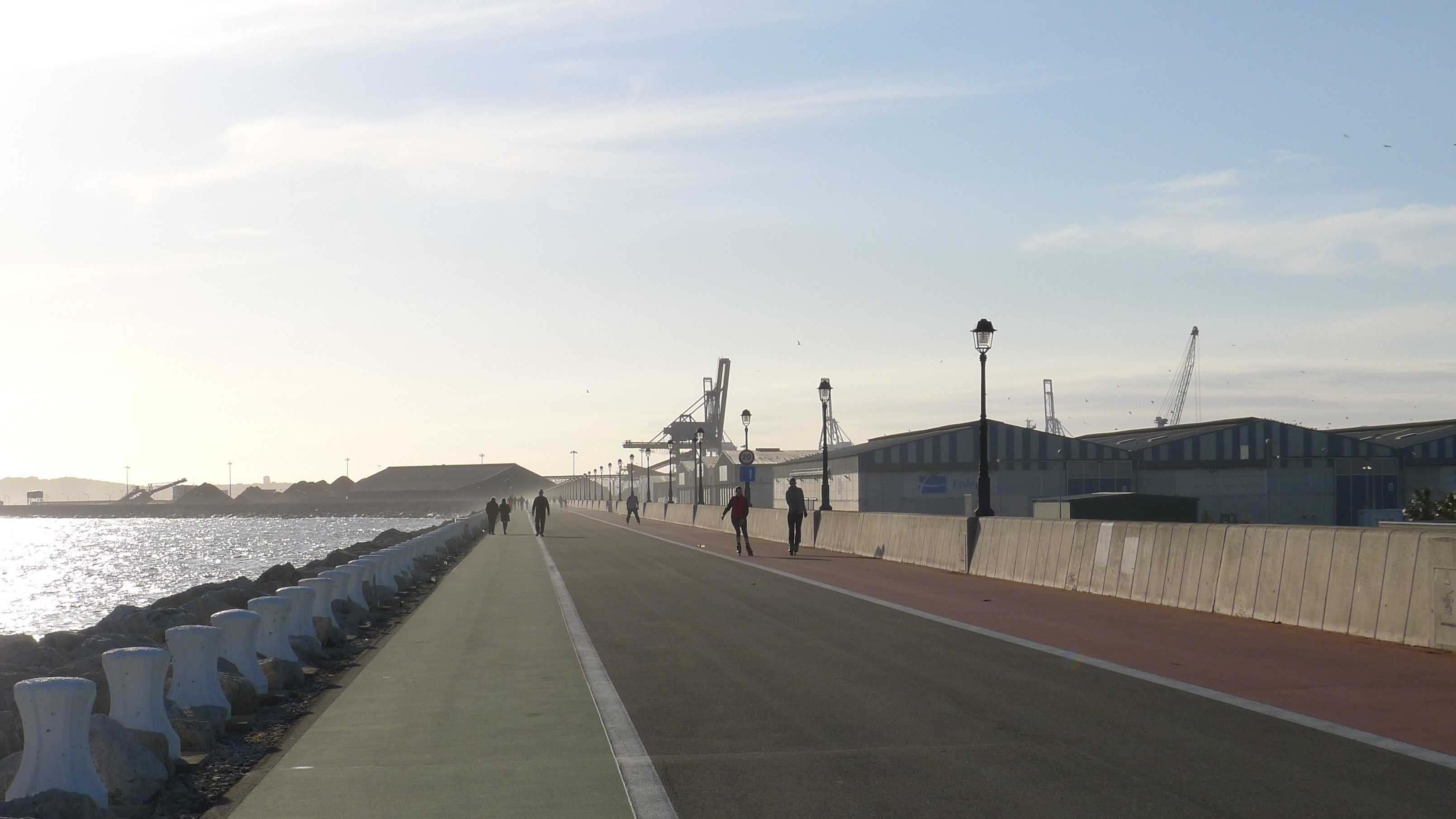
Moll de Llevant, heute zur 4,75 km langen Promenade und Freizeitstrecke "km 0" ausgebaut

Moll de Costa ist der Name des nördlichen Kais am alten Hafenbecken und des parallel verlaufenden Straßenzuges. Die Moll de Costa, die Ende des 19. Jahrhunderts angelegt wurde und seit 1986 öffentlich zugänglich ist, wird durch vier historische Lagerhäuser (tinglados) geprägt. Die 61 m × 16 m großen Lagerhäuser, die ab 1898 entstanden und zur Lagerung von Schüttgut in Säcken (Mais, Kabeljau, Mandeln, Haselnüsse) dienten, standen zunächst nur 5 m vom Kai entfernt und bestanden teilweise nur aus einer Eisenkonstruktion mit Giebeldach. Zur Vergrößerung des Ladebereiches und Anlage von Gleisen für Ladekräne wurden sie zwischen 1913 und 1924 auf einen Abstand von 12 m vom Kai zurückverlegt. Nach Aufgabe der kommerziellen Nutzung der Moll de Costa wurden die Gebäude restauriert und werden heute teilweise für wechselnde Ausstellungen und kulturelle Veranstaltungen genutzt. In einem der zwei jüngeren ehemaligen Lagerschuppen (refugi 2) auf der Nordseite der Straße Moll de Costa befindet sich das Hafenmuseum Museu del Port de Tarragona. Gezeigt werden Exponate aus der Römerzeit bis zur Gegenwart. In einer Lichtbildschau werden die Anlagen des modernen Handels- und Industriehafens erläutert. Der benachbarte Lagerschuppen (refugi 1) wird ebenfalls für temporäre Ausstellungen genutzt. Im Umfeld erinnern einige alte Ladekräne und eine Rangierdampflok an die ehemalige Funktion dieses Bereiches.
Das Hafenbecken der Moll de Costa wird heute zum größeren Teil als Yachthafen („Port Tarraco“) genutzt; es gibt 64 Liegeplätze für Hochseeyachten von 30 bis 130 m Länge und Tiefgang bis 8 m. Kreuzfahrtschiffe bis 140 m Länge können ebenfalls hier anlegen. Der westliche Bereich des Hafenbeckens wird als Fischereihafen genutzt. Gegenüber dem Fischereihafen liegt das alte Fischerviertel El Serrallo, das Mitte des 19. Jahrhunderts angelegt wurde, mit der kleinen Kirche Sant Pere (Ende 19. Jh.) und dem Gebäude der Confraría (Bruderschaft) de Pescadors de Tarragona mit einem Restaurant im Erdgeschoss.

### Moll de Llevant „km 0“

Blick vom Fortí de la Reina

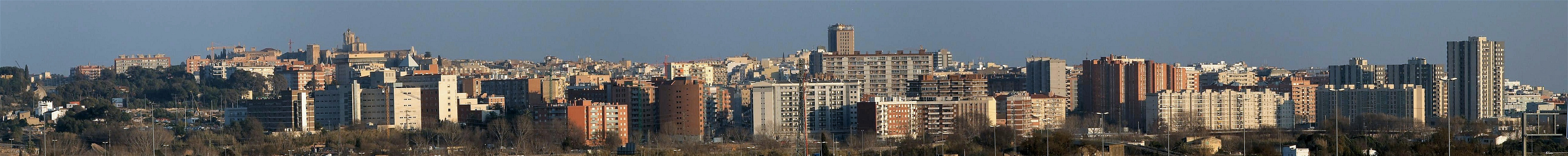
Nordwestansicht der Stadt

Die Straße auf der östlich an die Moll de Costa angrenzenden Moll de Llevant wurde als Promenade und Freizeitstrecke für Fußgänger, Jogger, Radfahrer und Skater ausgebaut. Die 4,75 km lange Strecke, die zwischen dem Gebäude der Hafenbehörde (Autoritat Portuària) und dem Sporthafen für Segel- und Motorboote beginnt, bietet auch eine beeindruckende Aussicht auf die Hafenbereiche mit Silos, Industriehallen und Lagerbereiche für Kohle. Bei km 3,25 steht der Leuchtturm Far de la Banya, der 1985 vom ehemaligen Standort im Ebrodelta hierher verlegt wurde. Am Ende der Moll de Llevant befindet sich das Terminal für Kreuzfahrtschiffe mit einem Tiefgang bis zu 19 m (ohne Einschränkungen in Breite und Länge).
Im Masterplan (2015–2035) zur Hafenentwicklung wird als Schlüsselprojekt zur Verbesserung des touristischen Sektors der Ausbau der Moll de Llevant zur Verdopplung der Anlegestellen für Kreuzfahrtschiffe (neue Muelle de Balears) genannt.

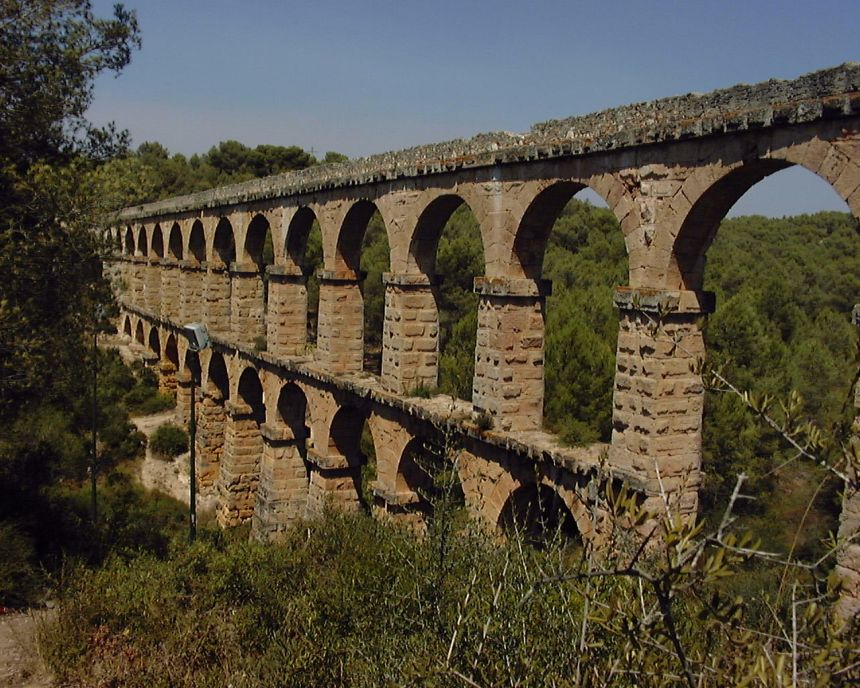
Pont del Diable
Amphitheater
Reste der römischen Stadtmauer
Altstadt
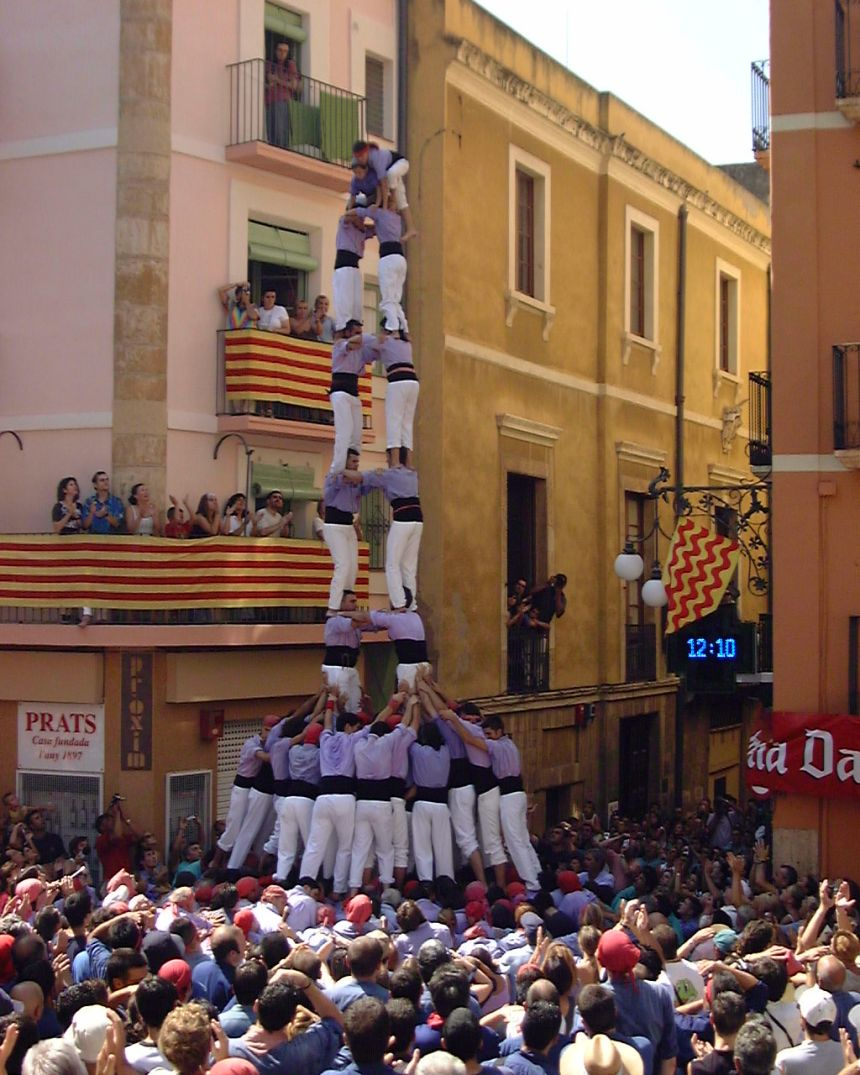
Castells
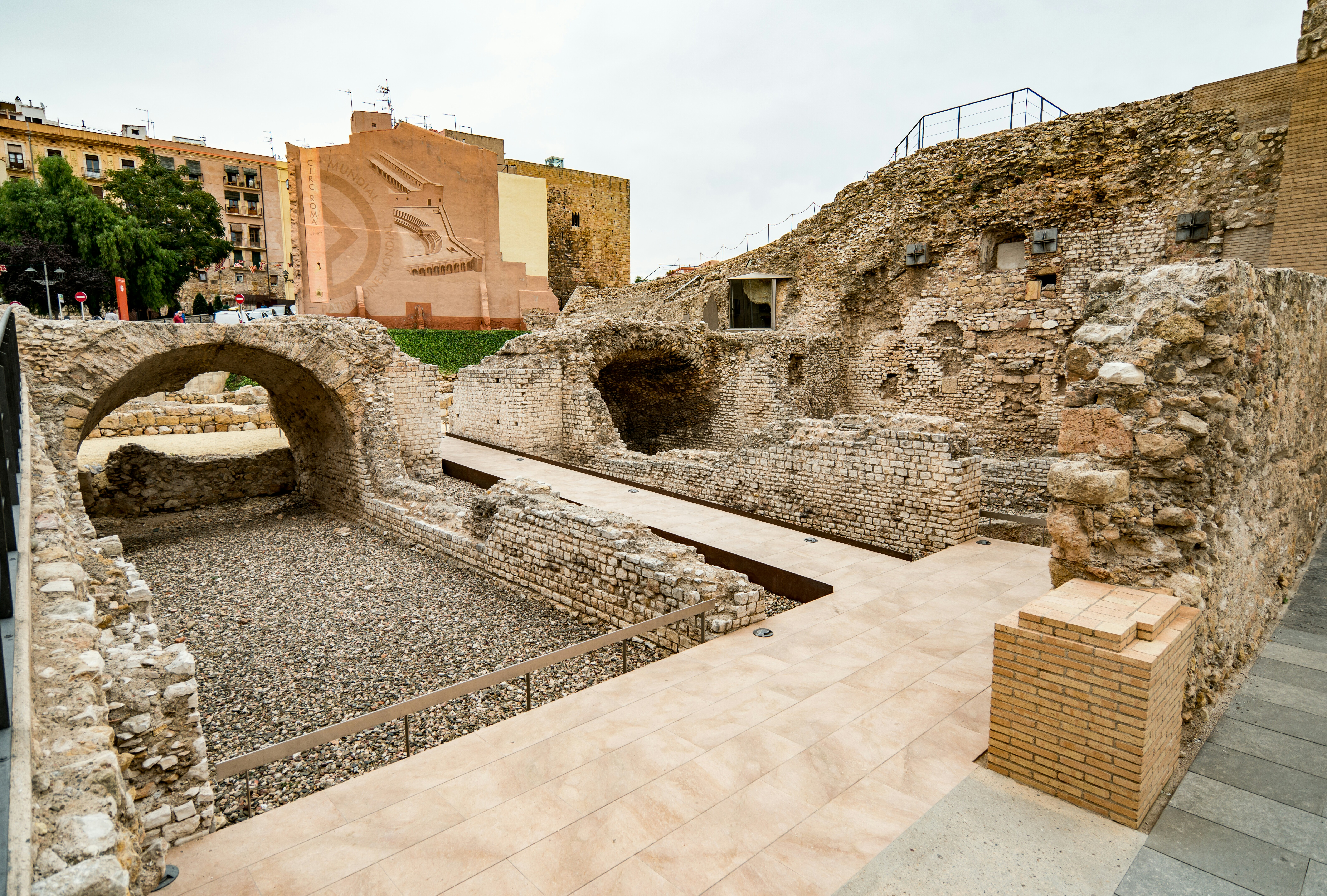
Überreste der römischen Wagenrennbahn
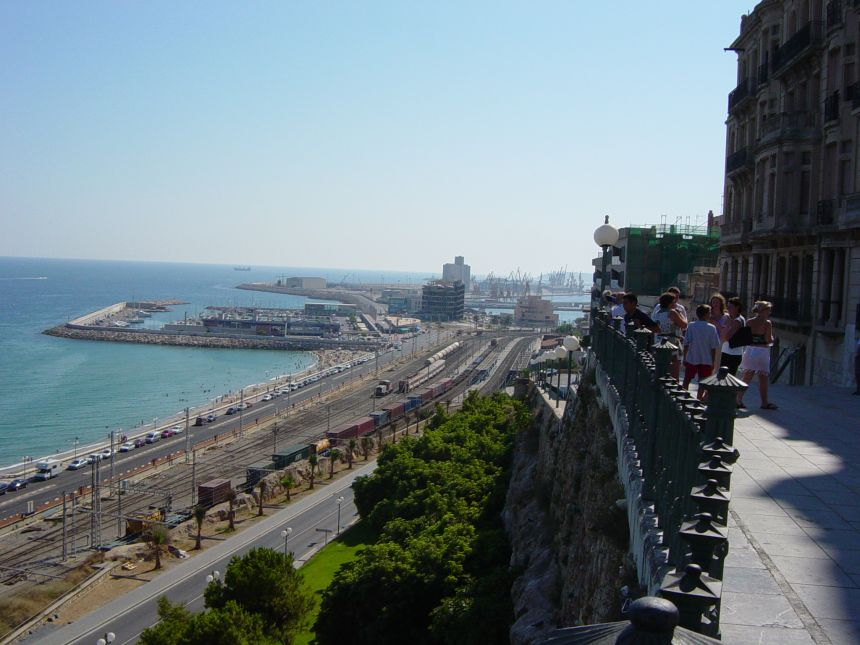
Blick von der Rambla Nova über den Bahnhof und Hafen
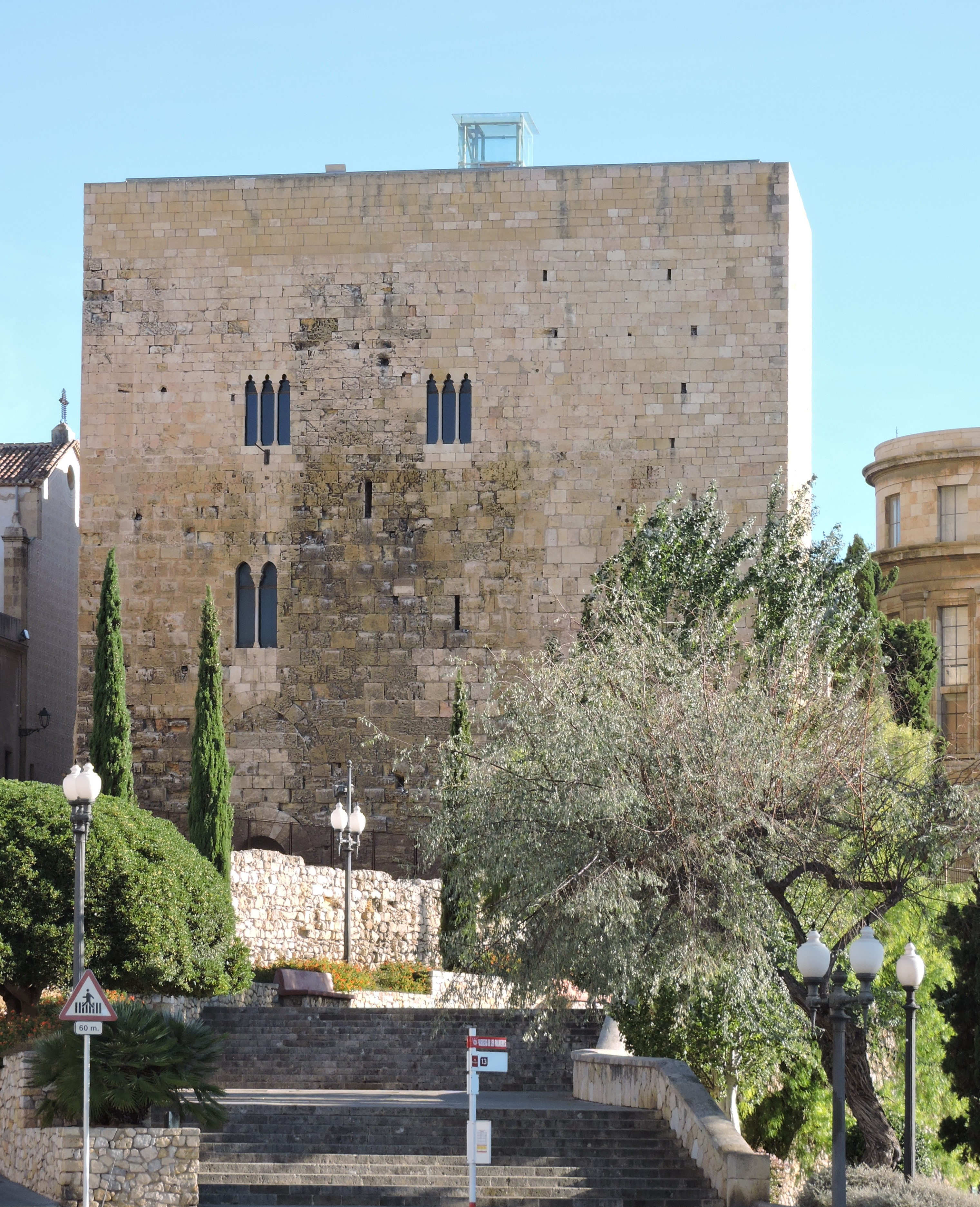
Pretori Roma

## Söhne und Töchter der Stadt
- Eduardo Saavedra (1829–1912), Bauingenieur, Architekt, Historiker und Archäologe
- Josep Maria Jujol (1879–1949), Architekt
- Adolfo Rodríguez Vidal (1920–2003), römisch-katholischer Geistlicher, Bischof von Los Ángeles in Chile
- Jaume Vallcorba Plana (1949–2014), Philologe, Herausgeber und Verleger
- María Lourdes Arastey Sahún (* 1959), Juristin
- Octavi Vilà Mayo (* 1961), römisch-katholischer Ordensgeistlicher, Abt und Bischof von Girona
- Carmen París (* 1966), Jazzmusikerin
- Xavier O’Callaghan (* 1972), Handballspieler und Handballfunktionär
- Ferran Marín i Ramos (* 1974), Herausgeber und Autor
- Natalia Rodríguez (* 1979), Mittelstreckenläuferin
- Andrea Fuentes (* 1983), Synchronschwimmerin
- Joan Olivé (* 1984), Motorradrennfahrer
- Francisco Casilla Cortés (* 1986), Fußballtorwart
- Eduard Prades (* 1987), Radrennfahrer

## Städtepartnerschaften
- Avignon (Frankreich) seit 1968
- Alghero (Italien) seit 1972
- Orléans (Frankreich) seit 1978
- Stafford (Vereinigtes Königreich) seit 1992
- Klagenfurt (Österreich) seit 1996
- Pompei (Italien) seit 2006

## Dokumentationen
- Geniale Bauten der Römer: Tarragona. Dokumentation. zdfinfo, abgerufen am 4. Januar 2024 (Interscoop 2019 in Zusammenarbeit mit RMC Découverte Science & Vie TV, Copyright der Synchronfassung ZDF 2021. Ein Film von Safaa Aboufares. Unter Mitwirkung von Josep Anton Remolà Vallverdú, Carme Granados Montoya, Dr. Jordi López Vilar, Cristòfor Salom i Garreta, Dr. Claude Sintes, Yannick Maillot, Alain Veyrac und Paco Tovar).